# تصفيات كأس آسيا للسيدات 2006
تصفيات كأس آسيا للسيدات 2006 هي المرحلة التمهيدية المؤهلة لبطولة كأس آسيا للسيدات 2006. أُقيمت جميع مباريات التصفيات في ملعب مي دينه الوطني في هانوي خلال الفترة من 12 إلى 20 يونيو 2005. تأهل الفريقان صاحبا المركزين الأول والثاني في كل مجموعة من المجموعات الأربع إلى مرحلة خروج المغلوب، والتي بدورها حددت الفرق الأربعة المتأهلة للبطولة النهائية. مثّلت هذه التصفيات سابقةً تاريخية، إذ كانت المرة الأولى التي تُنظم فيها تصفيات مؤهلة لكأس آسيا للسيدات، حيث كانت المشاركة في السابق تعتمد على الدعوات المباشرة للفرق.

## الدور الأول

### المجموعة أ
| الدولة  | لعب | فاز | تعادل | خسر | له | عليه | النقاط |
| ------- | --- | --- | ----- | --- | -- | ---- | ------ |
| فيتنام  | 2   | 2   | 0     | 0   | 7  | 1    | 6      |
| ميانمار | 2   | 1   | 0     | 1   | 4  | 2    | 3      |
| الفلبين | 2   | 0   | 0     | 2   | 2  | 10   | 0      |

| فيتنام                                                                          | 6–1 | الفلبين        |
| ------------------------------------------------------------------------------- | --- | -------------- |
| - Bùi Thị Tuyết Mai 8' - Đỗ Hồng Tiến 31'، 38' - Đoàn Thị Kim Chi 56'، 57'، 71' |     | - Impelido 70' |

| ميانمار                                                 | 4–1 | الفلبين      |
| ------------------------------------------------------- | --- | ------------ |
| - Mar Wann 11'، 16'، ?' - Aye Nandar Hlaing 53' (ركلة.) |     | - Lazaro 82' |

| فيتنام                       | 1–0 | ميانمار |
| ---------------------------- | --- | ------- |
| Đoàn Thị Kim Chi 44' (ركلة.) |     |         |

### المجموعة ب
| الدولة         | لعب | فاز | تعادل | خسر | له | عليه | النقاط |
| -------------- | --- | --- | ----- | --- | -- | ---- | ------ |
| تايبيه الصينية | 2   | 2   | 0     | 0   | 13 | 1    | 6      |
| الهند          | 2   | 1   | 0     | 1   | 11 | 2    | 3      |
| غوام           | 2   | 0   | 0     | 2   | 0  | 21   | 0      |

| الهند | 10–0          | غوام |
| --- | ------------- | ---- |
| - Sradhanjali Samantaray 23' - Sujata Kar 36'، 38'، 67'، 77'، 84' - Pinky Magar 48' - Tababi Devi 50'، 53' - Bembem Devi 58' | Rediff report |      |

| تايبيه الصينية                   | 2–1             | الهند           |
| -------------------------------- | --------------- | --------------- |
| Lan Mei-fen 19' · Lin Yu-hui 46' | Archived Report | Bembem Devi 36' |

| تايبيه الصينية | 11–0 | غوام |
| -------------- | ---- | ---- |
|                |      |      |

### المجموعة ج
| الدولة    | لعب | فاز | تعادل | خسر | له | عليه | النقاط |
| --------- | --- | --- | ----- | --- | -- | ---- | ------ |
| أوزبكستان | 2   | 2   | 0     | 0   | 9  | 0    | 6      |
| هونغ كونغ | 2   | 1   | 0     | 1   | 4  | 3    | 3      |
| المالديف  | 2   | 0   | 0     | 2   | 0  | 10   | 0      |

| أوزبكستان | 6–0 | المالديف |
| --------- | --- | -------- |
|           |     |          |

| أوزبكستان | 3–0 | هونغ كونغ |
| --------- | --- | --------- |
|           |     |           |

| هونغ كونغ | 4–0 | المالديف |
| --------- | --- | -------- |
|           |     |          |

### المجموعة د
| الدولة    | لعب | فاز | تعادل | خسر | له | عليه | النقاط |
| --------- | --- | --- | ----- | --- | -- | ---- | ------ |
| تايلاند   | 2   | 2   | 0     | 0   | 8  | 0    | 6      |
| سنغافورة  | 2   | 0   | 1     | 1   | 1  | 5    | 1      |
| إندونيسيا | 2   | 0   | 1     | 1   | 0  | 4    | 1      |

| إندونيسيا | 0–0 | سنغافورة |
| --------- | --- | -------- |
|           |     |          |

| تايلاند | 5–1 | سنغافورة |
| ------- | --- | -------- |
|         |     |          |

| تايلاند | 4–0 | إندونيسيا |
| ------- | --- | --------- |
|         |     |           |

- تأهلت سنغافورة برمي العملة.

## الدور الثاني
تأهل الفريق الفائز في كل مباراة إلى البطولة الرئيسية.
| فيتنام                                                                                    | 4–1 | هونغ كونغ        |
| ----------------------------------------------------------------------------------------- | --- | ---------------- |
| - Đoàn Thị Kim Chi 40' - Lê Thị Hiền 45+2' - Đỗ Thị Ngọc Châm 55' - Bùi Thị Tuyết Mai 90' |     | - Yau Ka Wai 83' |

| تايبيه الصينية | 3–0 | سنغافورة |
| -------------- | --- | -------- |
|                |     |          |

| أوزبكستان | 1–2 | ميانمار |
| --------- | --- | ------- |
|           |     |         |

| تايلاند                                                                    | 3–2             | الهند               |
| -------------------------------------------------------------------------- | --------------- | ------------------- |
| Wiphakonwat Suthonthip 23' · Sukunya Peangthem 72' · Pitasamal Sornsai 83' | Archived Report | Sujata Kar 11'، 17' |

## الفرق المتأهلة
تأهلت الفرق الأربعة التالية إلى البطولة النهائية:
| الفريق         | تأهل بصفته         | تاريخ التأهل  | المشاركات السابقة في كأس آسيا للسيدات1 |
| -------------- | ------------------ | ------------- | --- |
| فيتنام         | فائزو الدور الثاني | 19 يونيو 2005 | 3 (بطولة آسيا لكرة القدم للسيدات 1999، بطولة آسيا لكرة القدم للسيدات 2001، بطولة آسيا لكرة القدم للسيدات 2003) |
| تايبيه الصينية | فائزو الدور الثاني | 19 يونيو 2005 | 11 (بطولة آسيا لكرة القدم للسيدات 1977، بطولة آسيا لكرة القدم للسيدات 1979، بطولة آسيا لكرة القدم للسيدات 1981، بطولة آسيا لكرة القدم للسيدات 1989، بطولة آسيا لكرة القدم للسيدات 1993، بطولة آسيا لكرة القدم للسيدات 1995، بطولة آسيا لكرة القدم للسيدات 1997، بطولة آسيا لكرة القدم للسيدات 1999، بطولة آسيا لكرة القدم للسيدات 2001) |
| ميانمار        | فائزو الدور الثاني | 20 يونيو 2005 | 1 (بطولة آسيا لكرة القدم للسيدات 2003) |
| تايلاند        | فائزو الدور الثاني | 20 يونيو 2005 | 13 (بطولة آسيا لكرة القدم للسيدات 1975، بطولة آسيا لكرة القدم للسيدات 1977، بطولة آسيا لكرة القدم للسيدات 1981، بطولة آسيا لكرة القدم للسيدات 1983، بطولة آسيا لكرة القدم للسيدات 1986، بطولة آسيا لكرة القدم للسيدات 1989، بطولة آسيا لكرة القدم للسيدات 1991، بطولة آسيا لكرة القدم للسيدات 1993، بطولة آسيا لكرة القدم للسيدات 1995، بطولة آسيا لكرة القدم للسيدات 1997، بطولة آسيا لكرة القدم للسيدات 1999، بطولة آسيا لكرة القدم للسيدات 2001، بطولة آسيا لكرة القدم للسيدات 2003) |

عريض يشير إلى بطل تلك النسخة. مائل يشير إلى مستضيف تلك النسخة.

## روابط خارجية
- كأس آسيا للسيدات، the-AFC.com